# 1969 NBA Draft
Draft w 1969 roku przyniósł jedną z największych gwiazd NBA – Lew Alcindora, który po przejściu na islam zmienił nazwisko na Kareem Abdul-Jabbar.

## Legenda
Pogrubiona czcionka – wybór do All-NBA Team.
|  | – występ w NBA All-Star Game. |

Gwiazdka (*) – członkowie Basketball Hall of Fame.

## Runda pierwsza
| Nr | Zawodnik            | Narodowość        | Drużyna NBA            | College/Drużyna           |
| -- | ------------------- | ----------------- | ---------------------- | ------------------------- |
| 1  | Lew Alcindor* (C)   | Stany Zjednoczone | Milwaukee Bucks        | UCLA                      |
| 2  | Neal Walk (C)       | Stany Zjednoczone | Phoenix Suns           | University of Florida     |
| 3  | Lucius Allen (G)    | Stany Zjednoczone | Seattle SuperSonics    | UCLA                      |
| 4  | Terry Driscoll (F)  | Stany Zjednoczone | Detroit Pistons        | Boston College            |
| 5  | Larry Cannon (G)    | Stany Zjednoczone | Chicago Bulls          | La Salle University       |
| 6  | Bobby Smith (F)     | Stany Zjednoczone | San Diego Rockets      | University of Tulsa       |
| 7  | Bob Portman (F)     | Stany Zjednoczone | San Francisco Warriors | Creighton University      |
| 8  | Herm Gilliam (G)    | Stany Zjednoczone | Cincinnati Royals      | Purdue University         |
| 9  | Jo Jo White (G)     | Stany Zjednoczone | Boston Celtics         | University of Kansas      |
| 10 | Butch Beard (G)     | Stany Zjednoczone | Atlanta Hawks          | University of Louisville  |
| 11 | John Warren (G)     | Stany Zjednoczone | New York Knicks        | St. John’s University     |
| 12 | Willie McCarter (G) | Stany Zjednoczone | Los Angeles Lakers     | Drake University          |
| 13 | Bug Ogden (F)       | Stany Zjednoczone | Philadelphia 76ers     | Santa Clara University    |
| 14 | Mike Davis (G)      | Stany Zjednoczone | Baltimore Bullets      | Virginia Union University |
| 15 | Rick Roberson (C)   | Stany Zjednoczone | Los Angeles Lakers     | University of Cincinnati  |

## Runda druga
| Nr | Zawodnik             | Narodowość        | Drużyna NBA            | College/Drużyna                             |
| -- | -------------------- | ----------------- | ---------------------- | ------------------------------------------- |
| 16 | Simmie Hill (F)      | Stany Zjednoczone | Chicago Bulls          | West Texas A&M University                   |
| 17 | Bob Greacen (F)      | Stany Zjednoczone | Milwaukee Bucks        | Rutgers University                          |
| 18 | Ron Taylor (C)       | Stany Zjednoczone | Seattle SuperSonics    | University of Southern California           |
| 19 | Willie Norwood (F)   | Stany Zjednoczone | Detroit Pistons        | Alcorn State University                     |
| 20 | Kenny Spain (C)      | Stany Zjednoczone | Chicago Bulls          | University of Houston                       |
| 21 | Bernie Williams (G)  | Stany Zjednoczone | San Diego Rockets      | La Salle University                         |
| 22 | Ed Siudet            | Stany Zjednoczone | San Francisco Warriors | College of the Holy Cross                   |
| 23 | John Baum (F)        | Stany Zjednoczone | Chicago Bulls          | Temple University                           |
| 24 | Gene Williams (F)    | Stany Zjednoczone | Phoenix Suns           | Kansas State University                     |
| 25 | Wally Anderzunas (C) | Stany Zjednoczone | Atlanta Hawks          | Creighton University                        |
| 26 | Bill Bunting (F)     | Stany Zjednoczone | New York Knicks        | University of North Carolina at Chapel Hill |
| 27 | Dick Garrett (G)     | Stany Zjednoczone | Los Angeles Lakers     | Southern Illinois University                |
| 28 | Willie Taylor        | Stany Zjednoczone | Philadelphia 76ers     | LeMoyne-Owen College                        |
| 29 | Willie Scott         | Stany Zjednoczone | Baltimore Bullets      | Alabama State University                    |

Gracz spoza pierwszej rundy tego draftu, który wyróżnił się w czasie gry w NBA to Bob Dandridge.